# Aristolochia harmandiana
Aristolochia harmandiana är en piprankeväxtart som beskrevs av Jean Baptiste Louis Pierre och Paul Lecomte. Aristolochia harmandiana ingår i släktet piprankor, och familjen piprankeväxter. Inga underarter finns listade i Catalogue of Life.